# Гаммерштайн (рід)

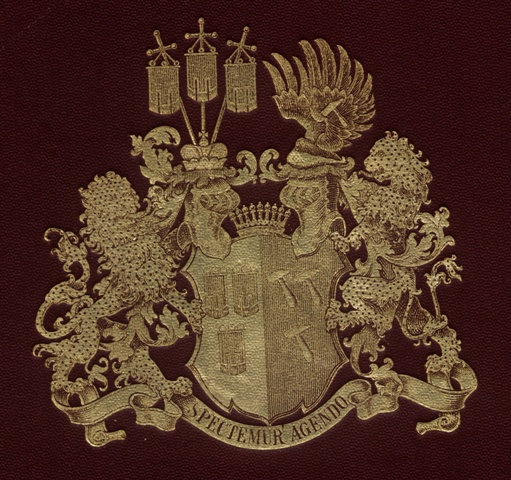
Герб роду Гаммерштайн.

Барони фон Гаммерштайни (Freiherren von Hammerstein) — давній рід німецьких аристократів. З 17 століття носили прізвище Гаммерштайн цу Екворд. В 17-18 століттях рід розділився на 3 лінії: Гаммерштайн-Екворд, Гаммерштайн-Гесмольд і Гаммерштайн-Локстен.

## Відомі представники
- Ганс Адам фон Гаммерштайн (1571/1579—1653) — перший відомий представник роду.

### Гаммерштайн-Екворд
- Курт фон Гаммерштайн-Екворд (1878–1943) — генерал-полковник вермахту.
- Гюнтер фон Гаммерштайн-Екворд (1877–1965) — генерал-лейтенант вермахту. Кавалер Німецького хреста в сріблі.
- Адольф-Вільгельм фон Гаммерштайн-Екворд (1918—2010) — офіцер-підводник, капітан-лейтенант крігсмаріне.

### Гаммерштайн-Гесмольд
- Фрітьйоф фон Гаммерштайн-Гесмольд (1870—1944) — генерал-лейтенант імперської армії. Кавалер ордена Pour le Mérite.

### Гаммерштайн-Локстен
- Крістіан фон Гаммерштайн-Локстен (1887—1963) — юрист, начальник судового відділу люфтваффе. Кавалер Німецького хреста в сріблі.

## Власність
Гаммерштайнам належать сімейні маєтки: замок Гесмольд, маєток Локстен (Нортруп), замок Гаммерштайн (Апелерн) і будинок в Гаммерштайні.

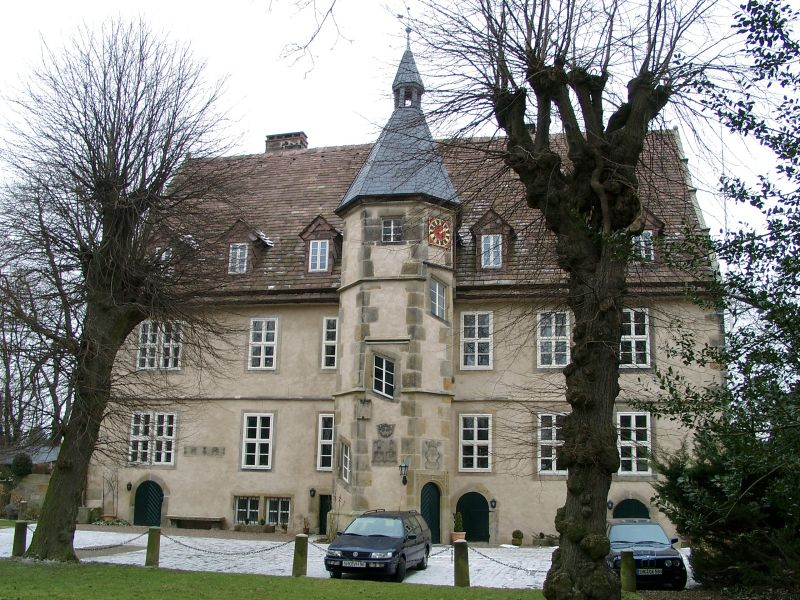
Замок Гаммерштайн.
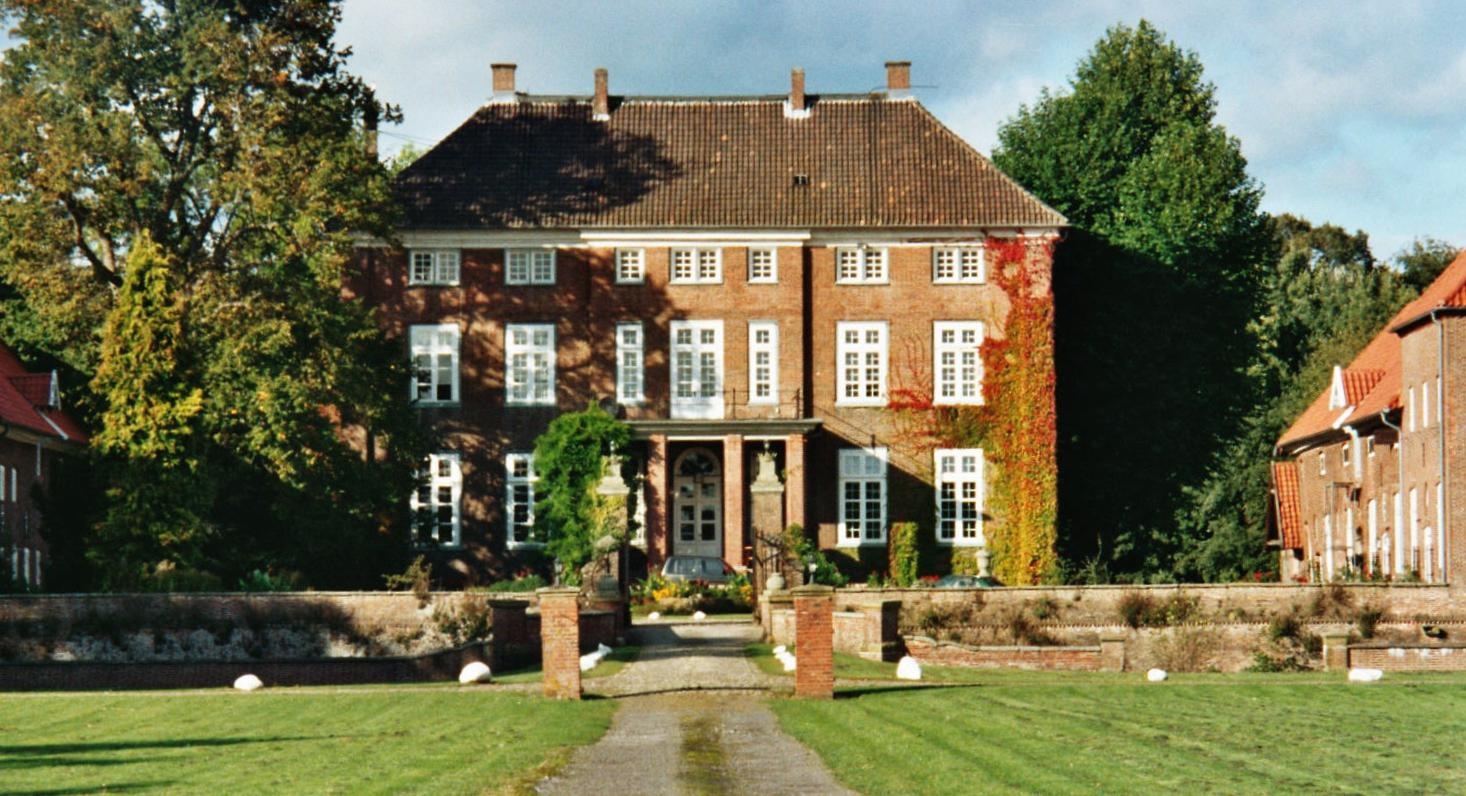
Маєток Локстен.
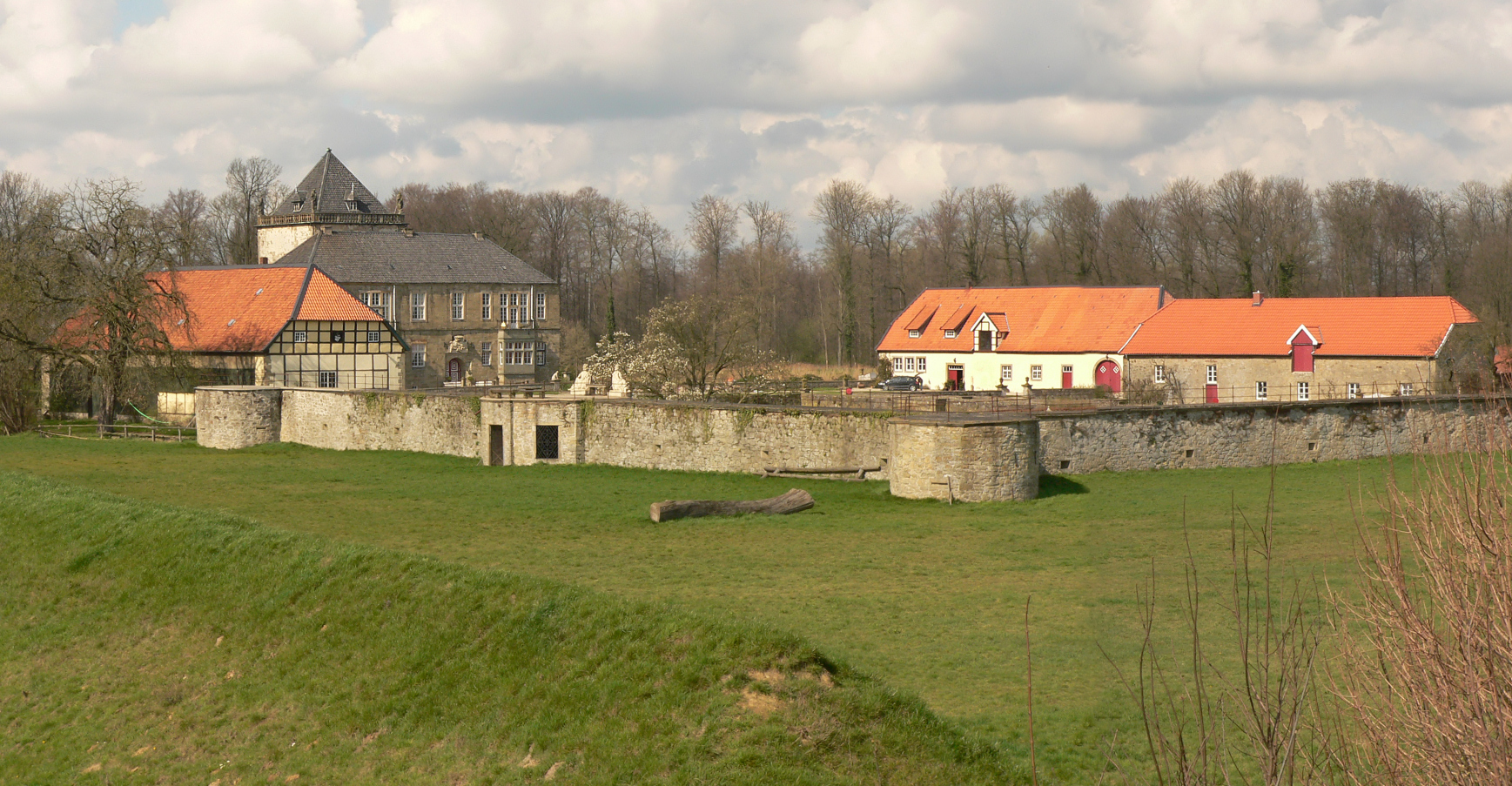
Замок Гесмольд.
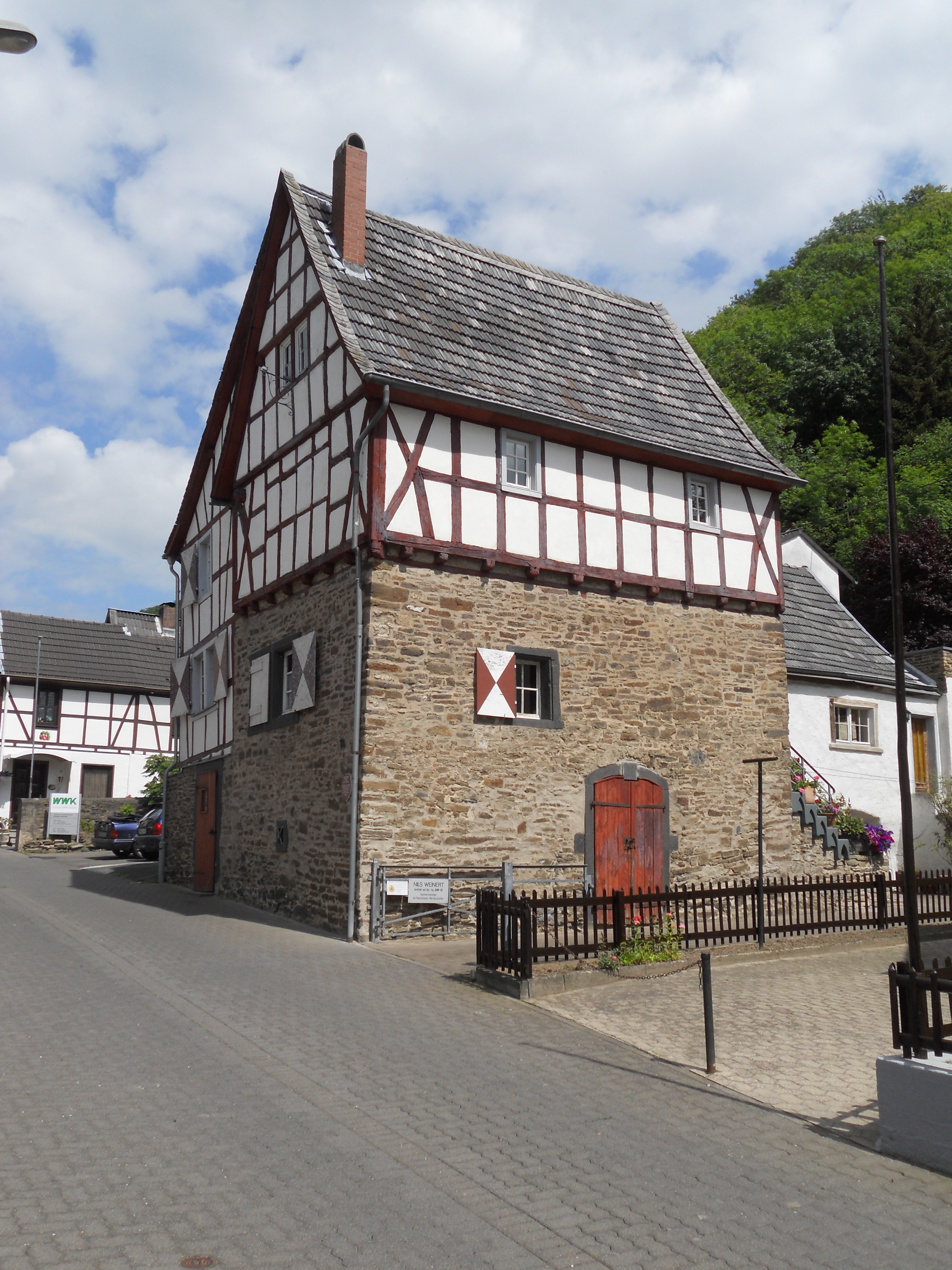
Будинок у Гаммерштайні.